# Кантемировка
Кантемировка (на руски: Кантеми́ровка) е селище от градски тип (от 1973 г.), административен център на Кантемировски район на Воронежка област на Русия.

## География
Разположено е на река Кантемировка (басейна на Дон), на 279 km южно от Воронеж. Железопътната станция Кантемировка се намира на участъка Росош – Милерово.
Кантемировка е разположено на издигната равнина с долини и дерета с дълбочина до 100 – 125 метра. На югоизток селището граничи с Донския варовиков хребет. Край Кантемировка има много оврази, сформирани в резултат на разрушителната дейност на текущи води.
Най-близките до Кантемировка градове са Росош и Богучар (разстоянието от селището е около 60 – 70 km).

### Климат
Климатът на Кантемировка е умереноконтинентален. Селището е разположено в южната част на Воронежка област, в степна зона, поради което температурите тук са по-високи, отколкото във Воронеж, а валежите – по-редки.

## История
Селището е основано през 18 век и е наречено на фамилията на земевладелците Дмитрий и Константин Кантемир. Първоначално има двойното име Константиновка-Кантемировка.
През 1871 г. през Кантемировка е изградена железопътна линия и се появява железопътната станция Кантемировка.

## Местни забележителности
- Мемориален комплекс „Братска могила“;
- Алея на героите;
- Площад „Ленин“;
- Свято-Троицки храм;
- Здание на железопътната гара на станция Кантемировка;
- Паметник на танк Т-34 на площада пред железопътната гара

## Фотогалерия
- Площад „Ленин“
- Паметник Ленин на площада
- Зданието на селищната администрация
- Хотел „Рус“ на площада
- Парк „Победа“
- Кинотеатър „Октябрь“
- Здание на железопътната гара на станция Кантемировка
- Паметник на танк Т-34 на площада
- Хлебозавод